# Mao Dante - Nuova serie
Mao Dante - Nuova serie (魔王ダンテ?, Maō Dante), conosciuto anche come Mao Dante - Apocalypse oppure Shin Mao Dante , è un manga realizzato da Gō Nagai, remake-sequel del manga incompiuto Mao Dante realizzato dallo stesso Nagai nel 1971. Mao Dante è comunemente considerato il precursore di Devilman.
Il manga è stato pubblicato in Giappone da Kōdansha sulle pagine della rivista Magazine Z da marzo 2002 a ottobre 2003, mentre in Italia è stato edito in quattro volumi tankōbon da d/visual, dal 19 dicembre 2008 (primi 2 volumi) al 27 febbraio 2009 (terzo e quarto volume). Una nuova edizione curata da J-Pop è stata pubblicata nel 2017, mantenendo inalterati i quattro volumi originali.